# 蔡氏疣螈
蔡氏疣螈（学名：Tylototriton ziegleri），一种分布于越南北部和中国南部的两栖动物，隶属于蝾螈科疣螈属。
有学者基于形态特征将疣螈属划分为2个亚属：瑶螈亚属（Yaotriton）和疣螈亚属（Tylototriton），本种归入瑶螈亚属。也有学者将瑶螈亚属升级为独立属，故本种在有些资料中称为蔡氏瑶螈。

## 形态特征
本种模式标本雄螈吻肛距（SVL）54.4～68.3毫米，雌螈70.8毫米。通体为黑色，肋部小瘤、指和趾部、肛门前部和尾部腹面中脊为亮橙色。

## 分布
本种最早发现于越南北部的河江省和高平省。之后发现在中国云南省麻栗坡县和广东省信宜市云开山也有分布。